# Pilea cardiophylla
Pilea cardiophylla är en nässelväxtart som beskrevs av Ignatz Urban. Pilea cardiophylla ingår i släktet pileor, och familjen nässelväxter. Inga underarter finns listade i Catalogue of Life.